# Heinz von Perckhammer
Heinz von Perckhammer, né le 3 mars 1895 à Merano (Autriche-Hongrie) et mort le 3 février 1965 à Merano (Italie), est un photographe autrichien. Il a beaucoup voyagé en Chine du Sud où il a photographié les femmes.

## Biographie
Perckhammer est né en 1895 à Merano. Il a voyagé en Chine comme marinier de la marine austro-hongroise pendant la Première Guerre mondiale et il restait en le pays pendant les années 1920. Il a photographié les femmes des maisons closes de Macao. Les nus sont l'antithèse de l'environnement de ces femmes. Après son retour en Allemagne, il publie quelques-unes de ses études dans le magazine Voila (No.76, 1932). Il publie également "Edle nacktheit in China" en 1928. Il a aussi photographié de nombreux autres nus pour le portfolio "Das Deutsche Aktwerk", qui fut publié en plusieurs versions par Bruno Schultz Verlag de 1938 à 1940. Il a également réalisé des portraits ainsi que des images publicitaires. Il décède en 1965.